# Posse (I Need You on the Floor)
Posse (I Need You on the Floor) è un singolo del gruppo tedesco Scooter pubblicato il 21 maggio 2001, il primo estratto dal loro ottavo album We Bring the Noise!.
La canzone campiona What Time Is Love? di The KLF, tratta dall'album del 1991 The White Room. 
La porzione del testo "I'm bigger, and bolder, and rougher, and tougher, in other words sucker there is no other" è tratto dalla canzone del 1991 di Human Resource Dominator.

## Tracce
1. Posse (I Need You On The Floor) (Radio Version) – 3:50
2. Posse (I Need You On The Floor) (Extended Version) – 6:38
3. Posse (I Need You On The Floor) (Tee Bee Mix) – 7:00
4. Posse (I Need You On The Floor) (Club Mix) – 6:39

CD singolo UK
1. Posse (I Need You On The Floor) (UK Radio Edit) – 3:47
2. Posse (I Need You On The Floor) (N-Trance Edit) – 4:12
3. Posse (I Need You On The Floor) (UK Extended Version) – 5:29
4. Posse (I Need You On The Floor) (N-Trance Extended Mix) – 6:03

12-inch single
1. Posse (I Need You On The Floor) (Extended Version) – 6:38
2. Posse (I Need You On The Floor) (Tee Bee Mix) – 7:00
3. Posse (I Need You On The Floor) (Club Mix) – 6:39

Download
1. Posse (I Need You On The Floor) (Live From Encore) – 5:03
2. Posse (I Need You On The Floor) (Extended Version) – 6:40
3. Posse (I Need You On The Floor) (Tee Bee Mix) – 7:02
4. Posse (I Need You On The Floor) (Club Mix) – 6:41